# エルンスト・ハンフシュテングル
エルンスト・フランツ・セドウィック・ハンフシュテングル（Ernst Franz Sedgwick Hanfstaengl、1887年2月2日 - 1975年11月6日）は、ドイツの実業家、政治家。国民社会主義ドイツ労働者党（ナチ党）で海外新聞局局長（1931年-1937年）を務めた。1937年にアメリカ合衆国へ亡命し、第二次世界大戦中にはアメリカ政府の対独アドバイザーを務めた。愛称はプッツィ。

## 来歴

### アメリカ時代
1887年2月2日、バイエルン王国首都ミュンヘンに生まれる。父はミュンヘンの美術書籍出版業者エドガー・ハンフシュテングル。母はアメリカ人のカタリナ・ヴィルヘルミナ・ヘイネ。母の父は南北戦争で活躍したジョン・セジウィック大将の従兄弟である。ザクセン＝コーブルク＝ゴータ公国の公エルンスト2世が代父となり、彼の名前のエルンストを与えられた。ハンフシュテングル家は大変に裕福な家庭であった。
アメリカのハーバード大学に留学し、1909年に同大学を卒業。以降10年以上にわたって、ニューヨークに居住してハンフシュテングル家の家業である美術書籍出版業のニューヨーク支店の経営を見た。1920年にロングアイランド在住のヘレナ・エリーゼ・アデルハイト・ニーマイヤーと結婚した。第一次世界大戦後にアメリカ政府から「敵性外国人」と看做されてニューヨーク支店を接収され、1922年にドイツへ帰国した。

### ナチ党時代
アメリカ大使館付き武官補佐トルーマン・スミス大尉からバイエルン州で活動していた政治家アドルフ・ヒトラーについて知らされ、ヒトラーの政治集会に参加した。その日のうちにヒトラーの思想に傾倒したという。ナチ党に1,000ドルの献金を行い、ヒトラーと上流階級の窓口となった。ハンフシュテングルは冗談好きで道化役としてヒトラーを楽しませることができた。また美術に精通していたり、ピアノが得意であったりした事も芸術家気質のヒトラーにとって好感が持てる要素だった。ヒトラーはハンフシュテングル家に足繁く通うようになり、ハンフシュテングルの妻ヘレナや息子エゴンとも親しくなった。ハンフシュテングルはヒトラーの偏狭な世界観を少しでも広げようとアメリカの話を聞かせたが、無駄であった。ヒトラーがアメリカについて評価するのはKKKのみであった。
1923年のミュンヘン一揆にも参加した。一揆の失敗でヒトラーが逃亡した先はハンフシュテングルの家だった。ハンフシュテングルによるとヒトラーはここで自殺をしようとしたが、彼の妻ヘレナが止めたという。一揆後も引き続きヒトラーとナチ党を支援した。1931年にナチ党に正式入党し、党の海外新聞局局長(Auslands-Pressechef der NSDAP)に就任した。海外におけるナチ党のイメージ改善に努めた。党内においてハンフシュテングルの評判は良く、友人を多く持っていたが、宣伝全国指導者ヨーゼフ・ゲッベルスとだけは不仲だった。ゲッベルスはハンフシュテングルとヒトラーの個人的親密さが気に入らず、ハンフシュテングルの事を頻繁に中傷した。

### 亡命から晩年まで

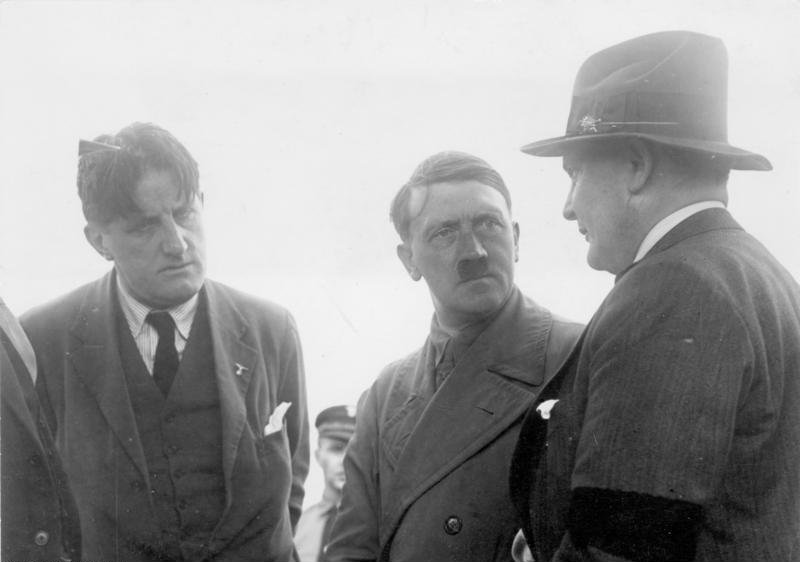
左からハンフシュテングル、ヒトラー、ゲーリング（1932年）

ナチ党の権力掌握後、数年するとハンフシュテングルは温和な政治見解や他のナチ党幹部への批判・直言癖のために党内での立場を危うくしていった。ヒトラーも徐々にハンフシュテングルに不信の目を向けるようになった。1936年には妻ヘレナがハンフシュテングルと離婚して息子を連れてアメリカに帰国した。
ハンフシュテングル自身も翌1937年3月に国外亡命することになった。ハンフシュテングルはヒトラーの側近の英国女性ファシズム運動家ユニティ・ヴァルキリー・ミットフォードとシュタルンベルク湖でヨットに乗っていた際、ヒトラーやゲッベルスの批判を彼女に聞かせたが、彼女は「そういう考えなら貴方に海外報道担当の資格はない」とハンフシュテングルを批判し、ヒトラーにそのことを告げ口した。ヒトラーはハンフシュテングルを少し懲らしめようと冗談でスペイン内戦行きの命令を出したが、これを真に受けたハンフシュテングルは粛清されると思いイギリスへ亡命したのだった。その後ユニティやゲーリングがハンフシュテングルに連絡を取り、冗談なのでドイツに帰国するよう説得にあたったが、彼は戻らなかった。
その後イギリスからアメリカへ移住。以降、第二次世界大戦が終わるまでアメリカで生活し、大戦中にはヒトラーをよく知る者としてアメリカ合衆国連邦政府に招集されて、ホワイトハウスに対独アドバイザーとして勤務した。戦後に西ドイツへ帰国。1957年に回顧録『ヒトラー：失われた歳月』（Hitler:The Missing years）を著した。1975年にミュンヘンで死去し、ボーゲンハウゼン墓地に埋葬された。

## 人物
- 身長2メートルを超える大男だった[4]。